# Mandarina luhuana
Mandarina luhuana é uma espécie de gastrópode da família Bradybaenidae.
É endémica de Japão.